# Тимченко Галина Вікторівна
Галина Вікторівна Тимченко (* 1962) — російський журналіст, в 2004–2014 роках — головний редактор інтернет-видання Lenta.ru. З 20 жовтня 2014 року головний редактор новинного проекту Meduza.

## Скандал
12 березня 2014, під час подій, пов'язаних з агресією Росії проти України, рішенням власника видання Олександра Мамута була звільнена через кілька годин після того, як очолюване нею видання дістало попередження Роскомнадзору в зв'язку з розміщенням в одному з матеріалів посилання на інтерв'ю лідера українських націоналістів Дмитра Яроша.